# Усури
Усури (рус. Уссури, кин: Wūsūlǐ Jīang) је река на граници између Русије и Кине, десна притока Амура.
Река је дугачка 897 km, а површина њеног басена износи 193.000 km².
Од важнијих градова на реци се налази Лесозаводск.
Притоке су реке Арсењевка (Арсеньевка), Бољшаја Усурка (Большая Уссурка), Бикин (Бикин), Хор (Хор).
Река истиче на Снежној планини (гора Снежная), на висини од 1.682 метара. Проток воде у реци износи 1.150 m³/s. Вода потиче од кише (60%), снега (30-35%) и подземних потока. Река је позната по честим поплавама. Усури се замрзава у новембру и остаје замрзнута све до априла.
У Усурију живи доста различитих врсти риба.
- Долина реке Усури, поред реке Амур је територија коју настањује познати Сибирски тигар (познат и као Амурски тигар) , ретка врста тигра који је заштићен.

Кинеско-совјетски погранични рат из 1969. године је избио на овој реци.